# Bataille de Buna-Gona-Sanananda
Seconde Guerre mondiale, 
Guerre du Pacifique
Batailles
- Rabaul
- 1re Salamaua-Lae
- Mer de Corail
- Piste Kokoda
- Baie de Milne
- Goodenough
- Buna-Gona-Sanananda
- Lilliput
- Merauke

- Wau
- Mer de Bismarck
- I-Go
- 2e Salamaua-Lae
- Chronicle
- Monts Finisterre
- Bougainville
- Bombardement de Wewak
- Péninsule de Huon
- Nouvelle-Bretagne
- Bombardement de Rabaul

- Neutralisation de Rabaul
- Îles de l'Amirauté
- Emirau
- Take Ichi
- Nouvelle-Guinée occidentale

La bataille de Buna–Gona-Sanananda plus connue sous le nom de bataille de Buna-Guna est une bataille de la guerre du Pacifique lors de la campagne de Nouvelle-Guinée.

## La bataille
Les unités américano-australiennes ont reçu l'ordre de prendre possession des lignes de défense japonaises établies près des villages Buna, Gona et Sanananda situées le long de la côte de la province d'Oro en Papouasie Nouvelle-Guinée (dénommée à l'époque le territoire de Nouvelle-Guinée).
En raison de très gros problèmes de ravitaillement, les soldats alliés aussi bien que nippons ont mutuellement et durement souffert de diverses maladies tropicales, la malaria, la dengue, la dysenterie et la fièvre fluviale du Japon mais également de la faim.
Les renseignements alliés ont très largement sous-estimé la qualité des troupes mais également des défenses japonaises constituées de casemates, tranchées et bunkers camouflés, se couvrant mutuellement.
Les conditions de cette bataille et la combativité des unités de l'empire du Japon ont constitué une cinglante et rude première mise à l'épreuve pour les soldats américains, issus pour la plupart la 32e division d'infanterie, n'ayant pour la plupart jamais encore combattu et n'étant pas préparés ni aux spécificités des combats de jungle, ni aux tactiques japonaises. 
Gona est prise par les Australiens au prix de lourdes pertes le 8 décembre 1942, cependant les unités alliés n'ont été réellement capables de commencer à faire s'effondrer les lignes de défense nippones qu'à partir du 11 décembre 1942, après avoir finalement reçu par voie maritime l'artillerie, des chars et de stocks de munitions dont ils étaient dépourvus, en plus de renforts australiens.
Buna est finalement capturé le 2 janvier 1943. Débarqués le même jour, des renforts américains du 163e régiment de la 41e division d'infanterie, remplaçant les unités en place américano-australiennes décimées, ne réussiront à neutraliser les positions nippones restantes près de Sanananda que le 22 janvier.
Ces zones côtières capturées, elles serviront de tête de pont pour les alliés lors des futures opérations de la campagne de Nouvelle-Guinée.

## Galerie

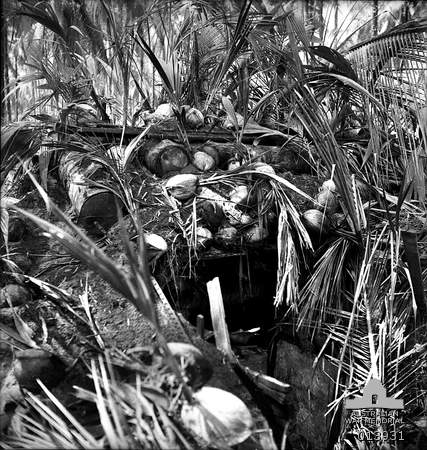
Position camouflée de mitrailleuse japonaise près de Buna
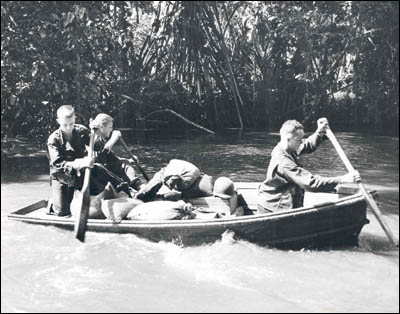
Soldats de la 32e division d'infanterie des États-Unis sur la rivière Girau transportant du ravitaillement
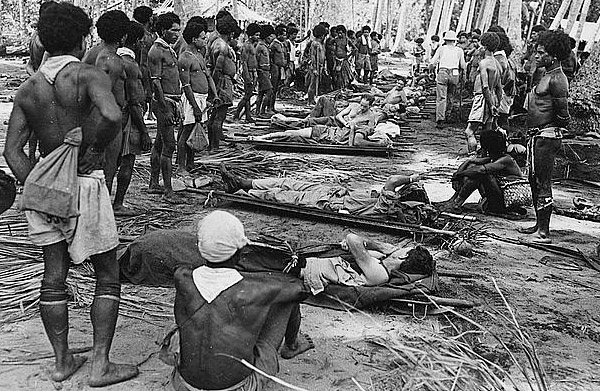
Brancardiers papous transportant des blessés de l'US Army de la ligne de front vers les hôpitaux à l'arrière